# IPhone 4

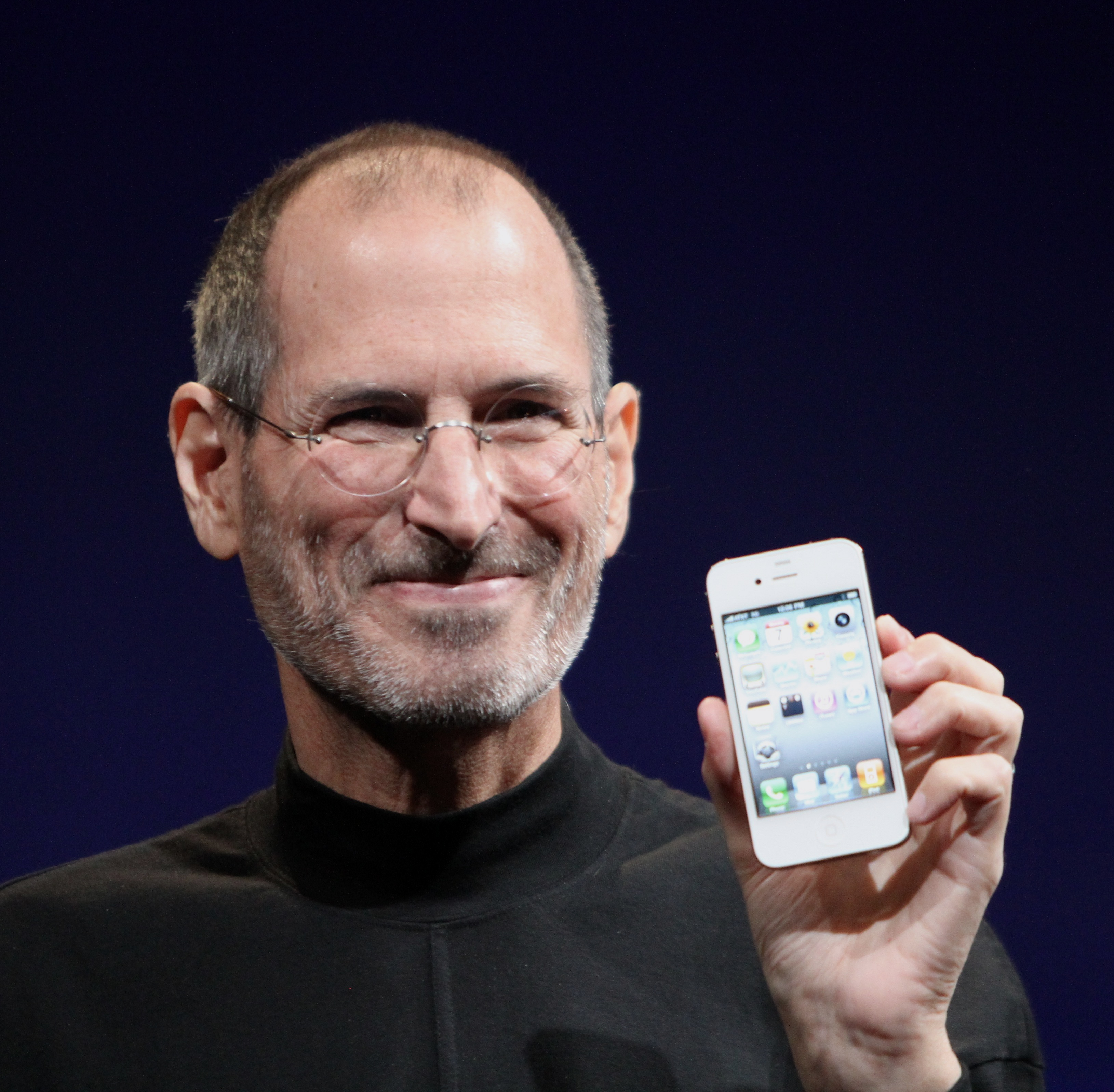
Steve Jobs představuje bílý iPhone 4 v srpnu 2011

iPhone 4 je smartphone od firmy Apple Inc., který byl představen jako nástupce modelu iPhone 3GS (v pořadí se již jedná o 4. generaci iPhonu) 7. června 2010 na Celosvětové konferenci vývojářů (WWDC 2010) v Moscone Center v San Franciscu. Do prodeje se iPhone 4 dostal 24. června 2010.

## Hardware
Vzhledem se iPhone 4 výrazně liší od svých předchůdců, oblá záda, typická pro původní iPhone a modely 3G/3GS, byla nahrazena ostře řezaným šasi, které sestává z přední a zadní skleněné strany (k dispozici byla původně černá barva, teprve 28. srpna 2011 Steve Jobs představil i bílou verzi), které po obvodu celého přístroje spojuje ocelový pruh.
Jako procesor byl použit Apple A4 1 GHz ARMv7, podtaktovaný na 789 MHz (ARM Cortex-A8, grafický koprocesor PowerVR SGX 535, technologie 45 nm), RAM byla oproti modelu 3GS zdvojnásobena na 512 MB. Uživatelská paměť byla pevná (bez slotu pro paměťové karty), k dispozici byly velikosti 8, 16 a 32 GB. Kapacita 8 GB byla používána až po zahájení prodeje modelu 4S, přičemž vyšší kapacity již nebyly nabízeny.

## Software
iPhone 4 byl dodáván s předinstalovaným operačním systémem iOS 4.0. Nejvyšší verzí systému, kterou tento model oficiálně podporuje, je iOS 7.1.2. iPhone 4 již nebyl zahrnut mezi zařízení podporující iOS 8, čímž ukončil svou softwarovou podporu ze strany společnosti Apple.